# Le Bain de Vénus
Le Bain de Vénus – ou Vénus consolant l'Amour – est un tableau réalisé par le peintre français François Boucher en 1751. De format vertical, cette huile sur toile est une peinture mythologique qui représente Vénus et Cupidon nus sous un arbre au bord de l'eau en compagnie de deux putti et deux colombes. Commandée par madame de Pompadour pour son château de Bellevue à Meudon, l'œuvre a pour pendant La Toilette de Vénus, désormais au Metropolitan Museum of Art, à New York, aux États-Unis. Don de Chester Dale en 1943, elle est quant à elle conservée à la National Gallery of Art, à Washington.

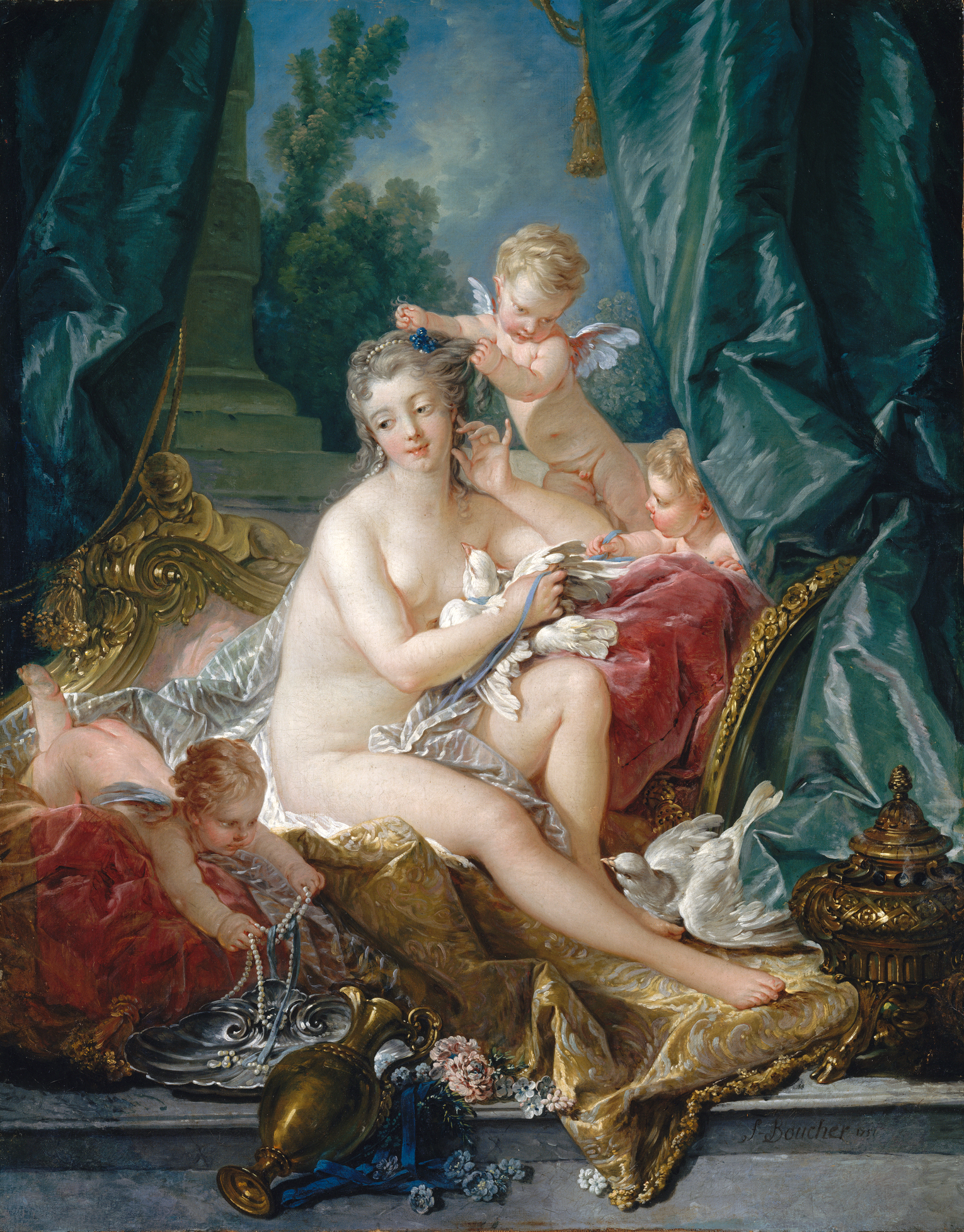
La Toilette de Vénus, 1751 – Metropolitan Museum of Art, New York.